# Morpho sidera
Morpho sidera är en fjärilsart som beskrevs av Hans Fruhstorfer 1907. Morpho sidera ingår i släktet Morpho och familjen praktfjärilar. Inga underarter finns listade i Catalogue of Life.